# Complesso di Santa Maria della Consolazione
Il complesso di Santa Maria della Consolazione è una struttura religiosa di Napoli; si trova in via della Consolazione, nel centro storico della città. 

## Storia e descrizione
La chiesa venne fondata nel XVI secolo insieme all'attiguo convento; nella seconda metà del XVII secolo l'edificio venne rimaneggiato da Arcangelo Guglielmelli, che vi realizzò uno dei più preziosi interni barocchi di Napoli.
Nel XIX secolo il convento venne chiuso e ceduto agli Incurabili.
La semplice facciata è caratterizzata da un unico ordine di lesene ioniche che incorniciano un portale in stucco, il quale è sormontato da un medaglione sorretto da due angeli.
L'interno, impreziosito da un'effimera decorazione a stucco progettata dal Guglielmelli con l'aiuto di Domenico Santullo, è articolato mediante lesene corinzie che delimitano, con scansione spaziale regolare, le piccole nicchie poste ai lati.
Il convento, il cui accesso era nell'omonima via, ha un portale in piperno murato; nell'interno s'intravedono gli archi e le lesene del porticato del piano terra.
La struttura oggi è un edificio privato e versa in cattive condizioni.